# Giovanni Battista Moroni

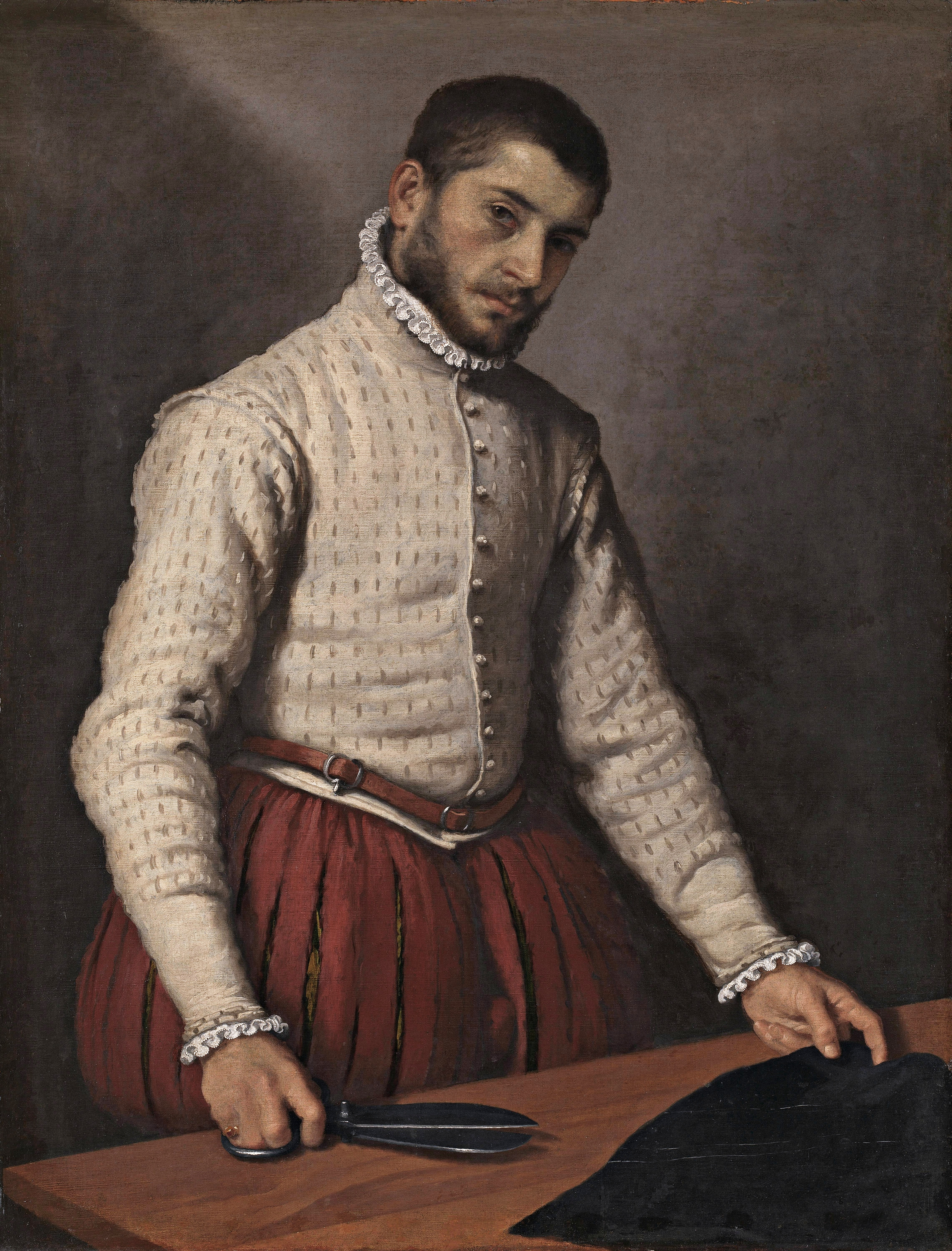
Portret krawca (ok. 1570)

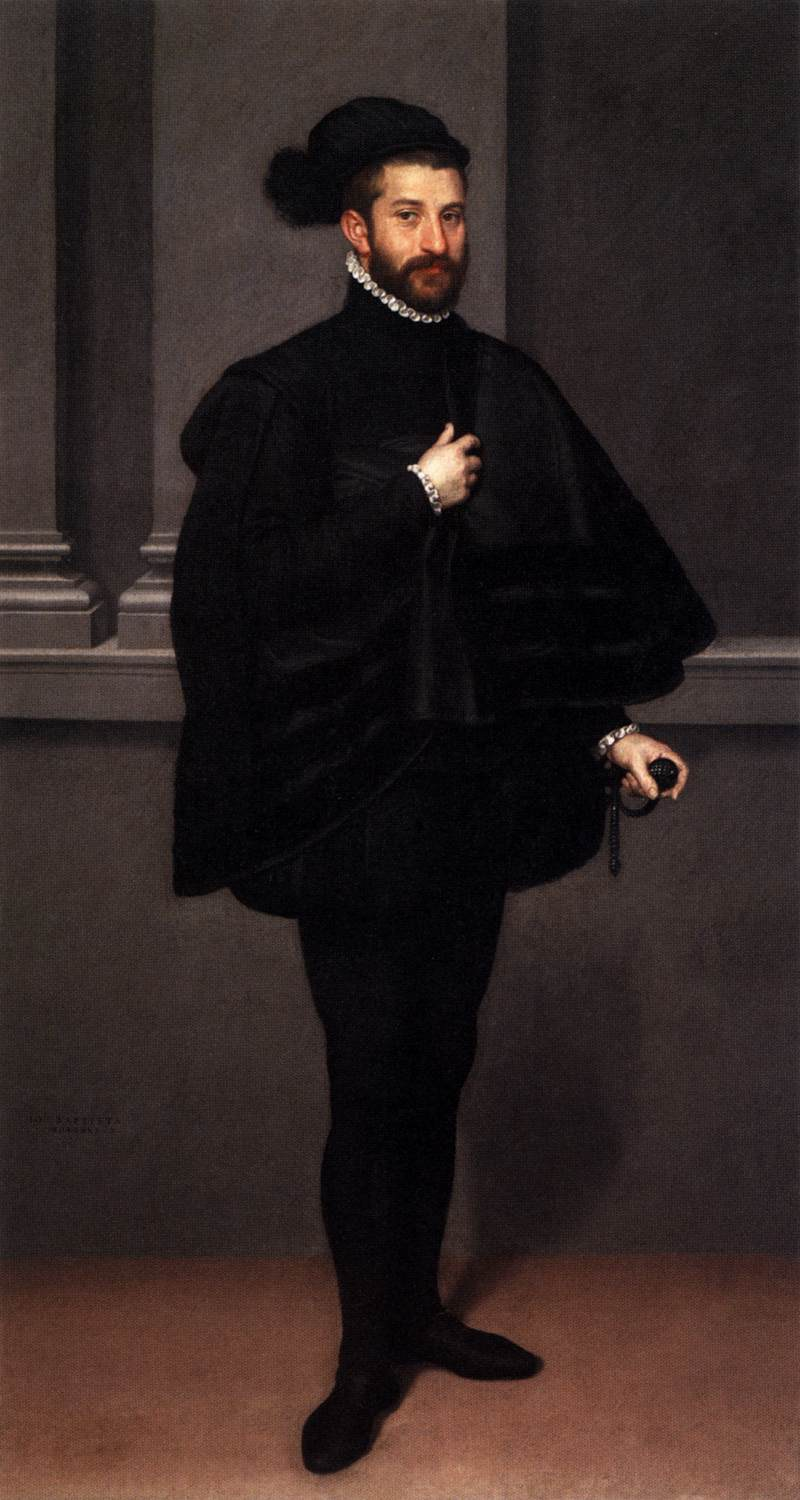
Rycerz w czerni (ok. 1567)

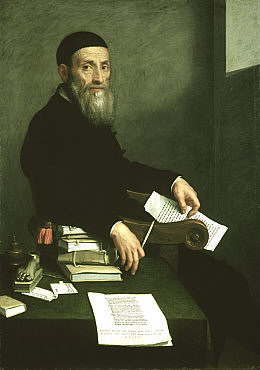
Giovanni Bressani (1562)

Giovanni Battista Moroni (ur. 1520/1524 w Albino k. Bergamo, zm. 5 lutego 1578 w Bergamo) – włoski malarz okresu manieryzmu; portrecista.

## Życie i twórczość
Jako kilkunastoletni chłopiec został uczniem Moretta w Brescii.
Pierwsze artystyczne kroki stawiał w Trydencie, w czasie obrad soboru powszechnego (1545–1563), przesiąkając kulturą rodzącej się kontrreformacji. Przebywał tam w latach 1548 oraz 1551, malując m.in. obrazy nastawy ołtarzowej do bazyliki Santa Maria Maggiore.
Działał głównie w Bergamo i okolicach. Początkowo malował obrazy religijne, głównie ołtarzowe, dla kościołów w Brescii, Albino, Gorlago, Trydencie i Bergamo nawiązujące do stylu Lorenza Lotta. Zasłynął jednak przede wszystkim jako twórca znakomitych portretów wyróżniających się głębią psychologiczną, chłodną gamą kolorystyczną i doskonałym warsztatem malarskim. Cenił je sam Tycjan, który polecał mu osoby, których sam nie miał czasu malować: „Biegnijcie do niego, będziecie zadowoleni”. Portretował przedstawicieli lokalnej arystokracji i duchowieństwa, innych artystów oraz zwykłych ludzi pogrążonych w myślach lub zajętych codziennymi sprawami. Szczególnie często malował mężczyzn w czerni (najmodniejszym wówczas kolorze), kontrastując ciemne całopostaciowe sylwetki z subtelnymi odcieniami szarości i srebra w tle. Najbardziej znanym jego dziełem jest Portret krawca – jeden z pierwszych przykładów portretu rodzajowego (wizerunku człowieka zajętego pracą, nie zaś pozującego).
Jego ostatnim dziełem jest monumentalny (ukończony przez ucznia artysty – Francesca Terziego, 1525–1691) fresk Sąd Ostateczny w kościele San Pancrazio w Gorlago inspirowany dziełem Michała Anioła z Kaplicy Sykstyńskiej.
Twórczość Moroniego wywarła duży wpływ na innych artystów, m.in. Fra Gargalia i Pietra Longhiego.
.

## Dzieła

### Portrety
- Portret kanonika luterańskiego Giovana Grisostomo Zanchiego – 1545–1550, 58 × 50 cm, Accademia Carrara, Bergamo
- Gian Lodovico Madruzzo – 1551–1552, 202 × 117 cm, Art Institute of Chicago, Chicago
- Rzeźbiarz Alessandro Vittoria – 1552–1553, 87,5 × 70 cm, Muzeum Historii Sztuki w Wiedniu, Wiedeń
- Bartolomeo Bonghi – po 1553, 101,6 × 82 cm, Metropolitan Museum of Art, Nowy Jork
- Szlachcic z rodu Avogadro – ok. 1555, National Gallery w Londynie
- Portret żołnierza – 1555–1559, 119 × 91 cm, Prado, Madryt
- Portret szlachcica (Mężczyzna z okaleczoną nogą) – 1555–1560, 202 × 106 cm, National Gallery w Londynie
- Opatka Lucrezia Vertova – 1557, Metropolitan Museum of Art, Nowy Jork
- Portret Don Gabriela de la Cueva- 1560, 115 × 91 cm Gemäldegalerie, Berlin
- Gian Gerolamo Grumelli – 1560, Palazzo Moroni, Bergamo
- Portret Moroni Prospero Alessandri – 1560, 105 × 84 cm, Liechtenstein Museum, Wiedeń
- Portret młodej kobiety – 1560–1578, 73,5 × 65 cm, Rijksmuseum, Amsterdam
- Gian Federico Madruzzo – ok. 1560, 201,9 × 116,8 cm, National Gallery of Art, Waszyngton
- Portret mężczyzny – 1561–1562, 64,5 × 49 cm, Gemäldegalerie, Berlin
- Portret Antonia Navagero – 1565, 115 × 90 cm, Pinakoteka Brera, Mediolan
- Portret duchownego – 1561–1563, 98 × 82,5 cm, Luwr, Paryż
- Giovanni Bressani – 1562, 116 × 89 cm, National Galleries of Scotland, Edynburg
- Portret uczonego – 1566–1570, 97,5 × 82 cm, Gemäldegalerie, Berlin
- Portret wdowca z dwojgiem dzieci – ok. 1565, 126 × 98 cm, Narodowa Galeria Irlandii, Dublin
- Portret Bartolomeo Bonghi – 1560–1563, Kimbell Art Museum, Fort Worth
- Portret hrabiego Secco Suardo – 1563, 183 × 104 cm, Galeria Uffizi, Florencja
- Rycerz w czerni – ok. 1567, 190 × 102 cm, Museo Poldi Pezzoli, Mediolan
- Assunta – 1570, 360 × 225 cm, Pinakoteka Brera, Mediolan
- Krawiec – ok. 1570, 97 × 74 cm, National Gallery w Londynie,
- Gian Gerolamo Albani – ok. 1570, 110,3 × 77 cm, National Gallery of Australia, Canberra
- Portret szlachcianki z książką – 1570–1575, 99 × 78 cm, Accademia Carrara, Bergamo
- Portret Bernarda Spiniego – ok. 1573, 197 × 98 cm, Accademia Carrara, Bergamo
- Portret Pace Rivoli Spini – ok. 1573, 197 × 98 cm, Accademia Carrara, Bergamo
- Portret Jacopa Foscariniego – 1575, 105 × 83,5 cm, Muzeum Sztuk Pięknych w Budapeszcie,

### Obrazy religijne
- Chrystus dźwigający krzyż – San Giuliano, Albino
- Koronacja Marii – San Angelo, Brescia
- Mistyczne zaślubiny św. Katarzyny – 1578, 228 × 148 cm, San Bartolomeo, Almenno
- Matka Boska w chwale z czterema Ojcami Kościoła i św. Janem Ewangelistą – 1551, 322 × 166 cm, Santa Maria Maggiore, Trydent
- Ostatnia wieczerza – 1569, 295 × 195 cm, Santa Maria Assunta e San Giacomo, Romano di Lombardia
- Pokłon Trzech Króli – 260 × 200 cm, San Pancrazio, Gorlago
- Św. Klara – Museo Diocesano, Trydent
- Ukrzyżowanie ze św. Bernardem i św. Franciszkiem – 226 × 133 cm, San Giuliano, Albino
- Zwiastowanie – ok. 1557, 245 × 154 cm, San Leone, Bergamo

## Literatura
- Wittkower, Rudolf (1993). Art and Architecture Italy, 1600–1750. Pelican History of Art. Penguin Books. s. 591–595.
- Freedberg, Sydney Joseph (1993). Painting in Italy 1500–1600. Yale University Press. s. 591–595.